# Krokodiller i kloakken
Krokodiller i kloakken er en vandrehistorie, der typisk handler om krokodiller eller alligatorer, der lever i byens kloak. Ideen er at fortælle en skrækhistorie om noget, vi alle kender. Historier af den slags er meget almindelige i USA, men der findes også eksempler fra Europa.
Historierne menes at være startet i 1930'erne i USA, hvor en bygningsarbejder fandt flere små krokodiller i en sprække.
New York Times havde den 10. februar 1935 en avisartikel der beskrev fundet af en 2 meter lang levende alligator.
Den er sidenhen blevet udbygget til, at der skulle leve fuldvoksne krokodiller i kloakkerne i New York.
Eksperter anser historierne for at være usande, eftersom en kloak ikke er et godt levested for et reptil. Fordi de er vekselvarme, behøver de varme, f.eks. fra solen, for at kunne fordøje maden, og de kan ikke formere sig i kolde områder. Reptiler vil derfor normalt dø efter kort tid i en kloak.
Det sker i sjældne tilfælde, at der bliver opdaget krokodiller i en kloak, men det drejer sig som regel om unge dyr, som en ejer af eksotiske dyr har skyllet ud i toilettet. I modsætning til pattedyr drukner reptiler kun sjældent. I 1983 blev en krokodille af ukendt oprindelse fundet i Paris, og i Sydney har man fundet en skildpadde.
Den amerikansk film, Alligator (1980), fra 1980 bygger på vandrehistorien om, at krokodiller kan leve og vokse sig store i kloakken.
En forgænger for kloakkrokodiller er myten om, at der i Fleet River i London, som blev overdækket under Elizabeth 1. af England, var rotter så store som hunde.